# Nardi-Personal

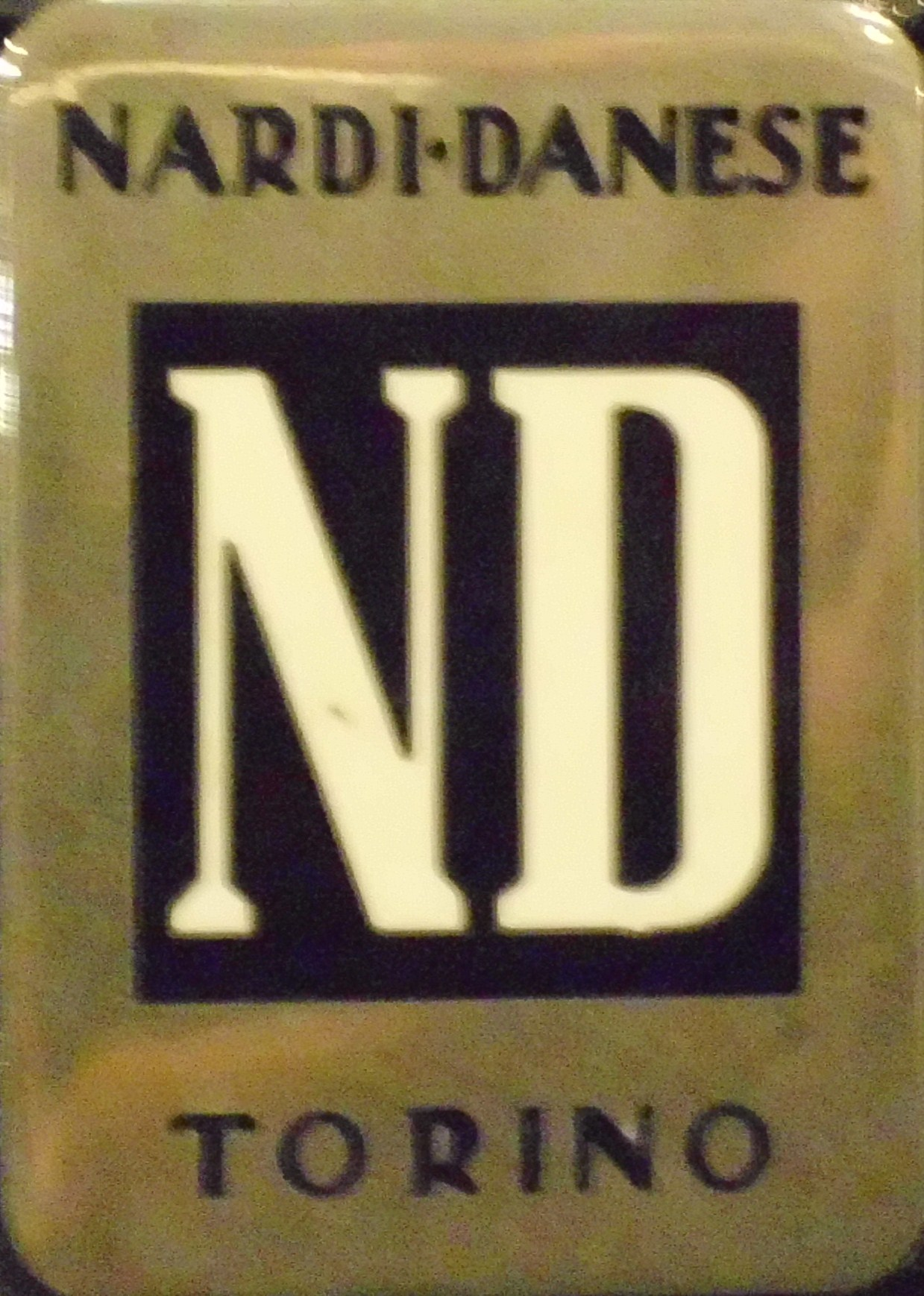
Emblem an einem Fahrzeug

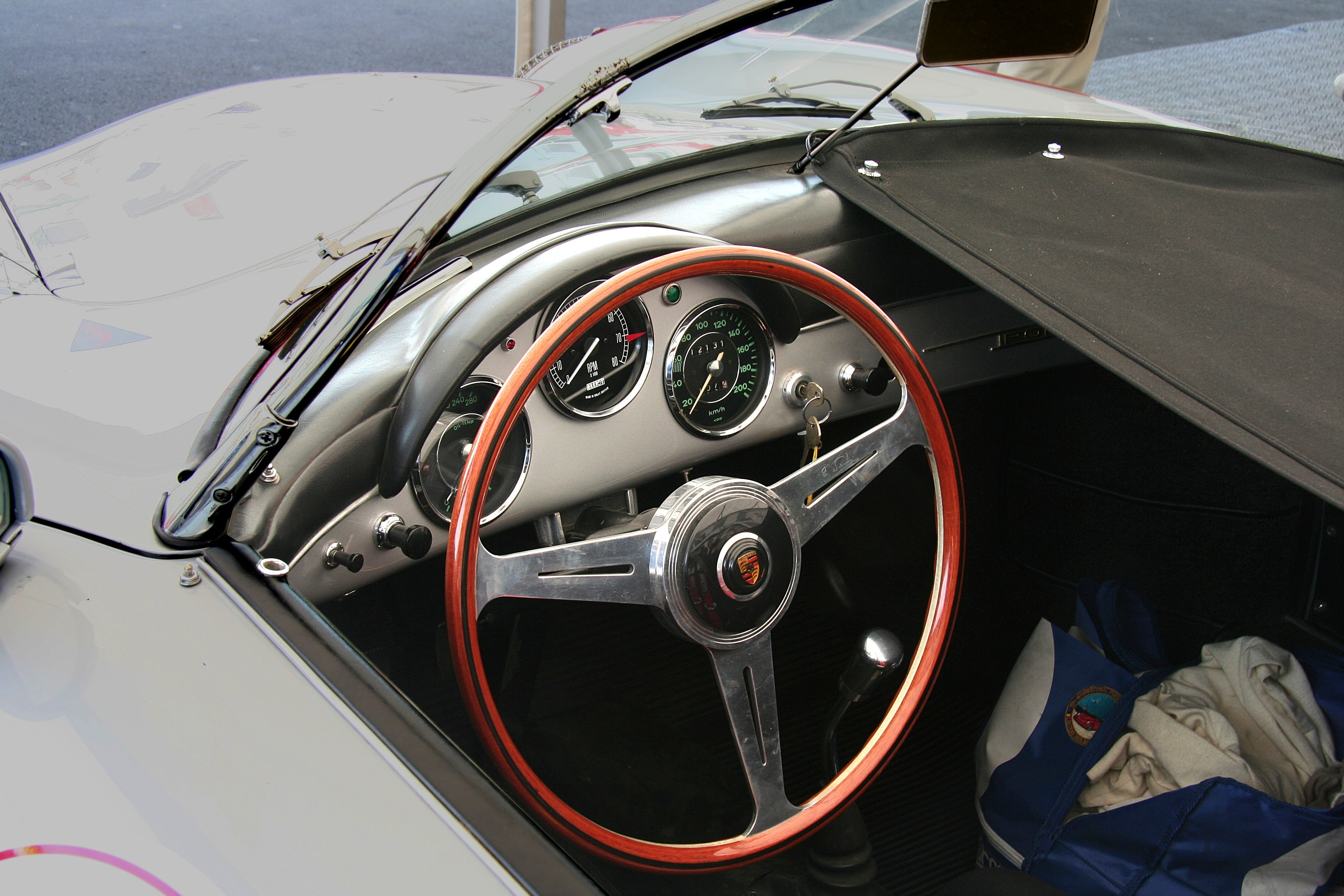
Nardi-Lenkrad in einem Porsche 356 A Speedster

Nardi-Personal S.p.A., früher Nardi & Danese und Officine Nardi & C., ist ein italienischer Hersteller von Autozubehör in Turin, der bis 1957 auch Sport- und Rennwagen baute. Gründer des Unternehmens waren der ehemalige Rennfahrer und Ingenieur Enrico Nardi (1907–1966) und Renato Danese.

## Entwicklung des Unternehmens
Nardi war von 1929 bis 1937 bei Lancia und danach bei Ferrari beschäftigt, bevor er sich 1946 selbstständig machte. 1932 baute er zusammen mit Augusto Monaco den Nardi-Monaco Chichibio, einen Einsitzer mit einem 1000-cm³-Motorradmotor von JAP, der 65 PS bei 5400/min leistete, und einem Fünfganggetriebe. Die Höchstgeschwindigkeit soll bei 180 km/h gelegen haben.
Augusto Monaco war auch an der Konstruktion der kleinen Sportwagen mit BMW-, Lancia- und Fiat-Motoren beteiligt, die Nardi Ende der 1940er-Jahre herausbrachte. Zu diesen Sportwagen kamen 1951 ein Formel-2-Monoposto und ein Rekordwagen hinzu. Ein ungewöhnliches Fahrzeug war 1955 der für die 24 Stunden von Le Mans entwickelte Bisiluro (zwei Torpedos) mit einem 750-cm³-Motor. Einen Erfolg erzielte der Wagen nicht; Fahrer Mario Damonte verunglückte in dem Rennen schon nach sechs Runden. 1957 stellte Nardi den Bau von Automobilen ein und konzentrierte sich fortan auf die Herstellung von Zubehör, insbesondere von Lenkrädern. Das bekannteste Erzeugnis ist das Nardi-Lenkrad mit Holzkranz, Aluminiumspeichen und dem Schriftzug E. Nardi.
Am 1. März 2005 übernahm Lorenzo Cerofolini das Unternehmen, das inzwischen unter dem Namen Nardi-Personal S.p.A. firmierte und unter diesem Namen weitergeführt wird.

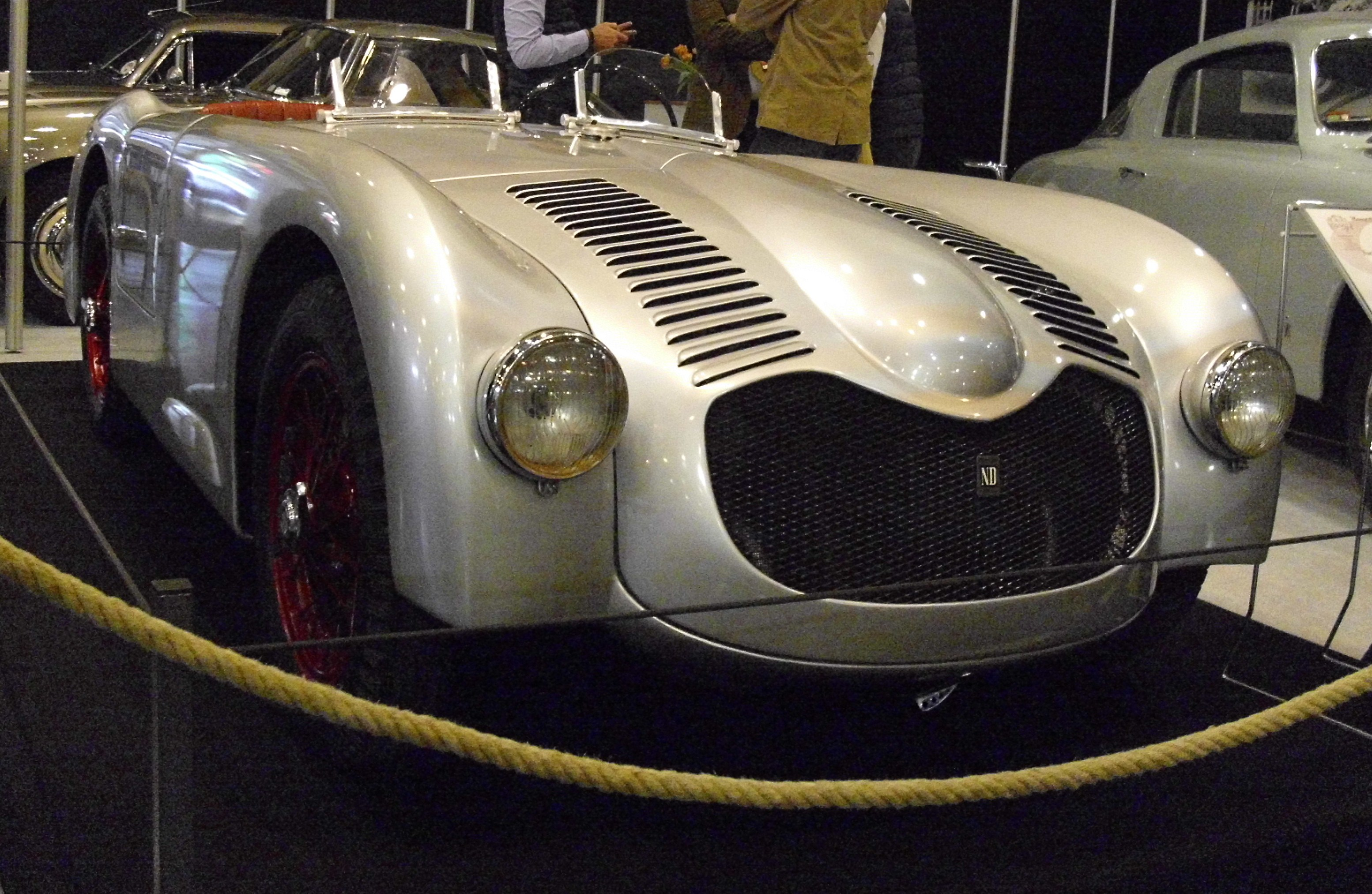
Nardi & Danese Boby Sport von 1947
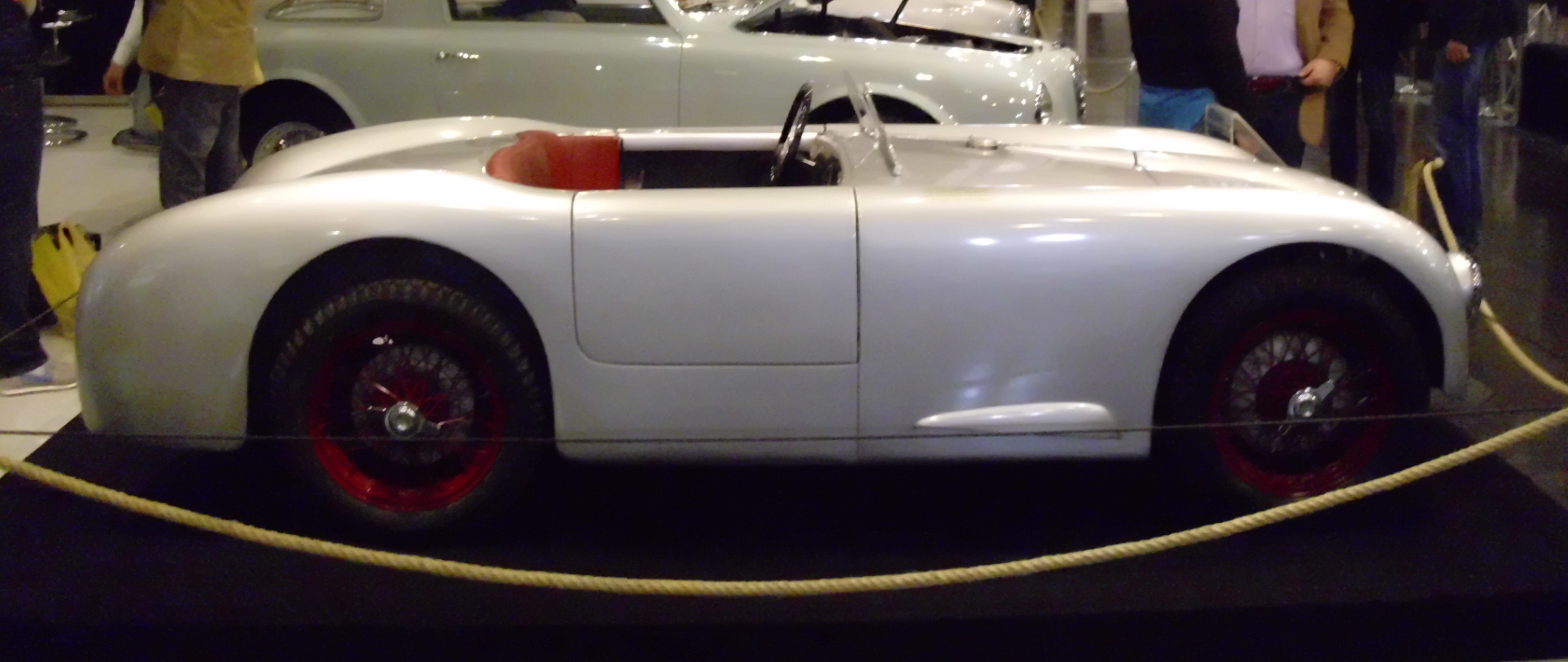
Nardi & Danese Boby Sport von 1947
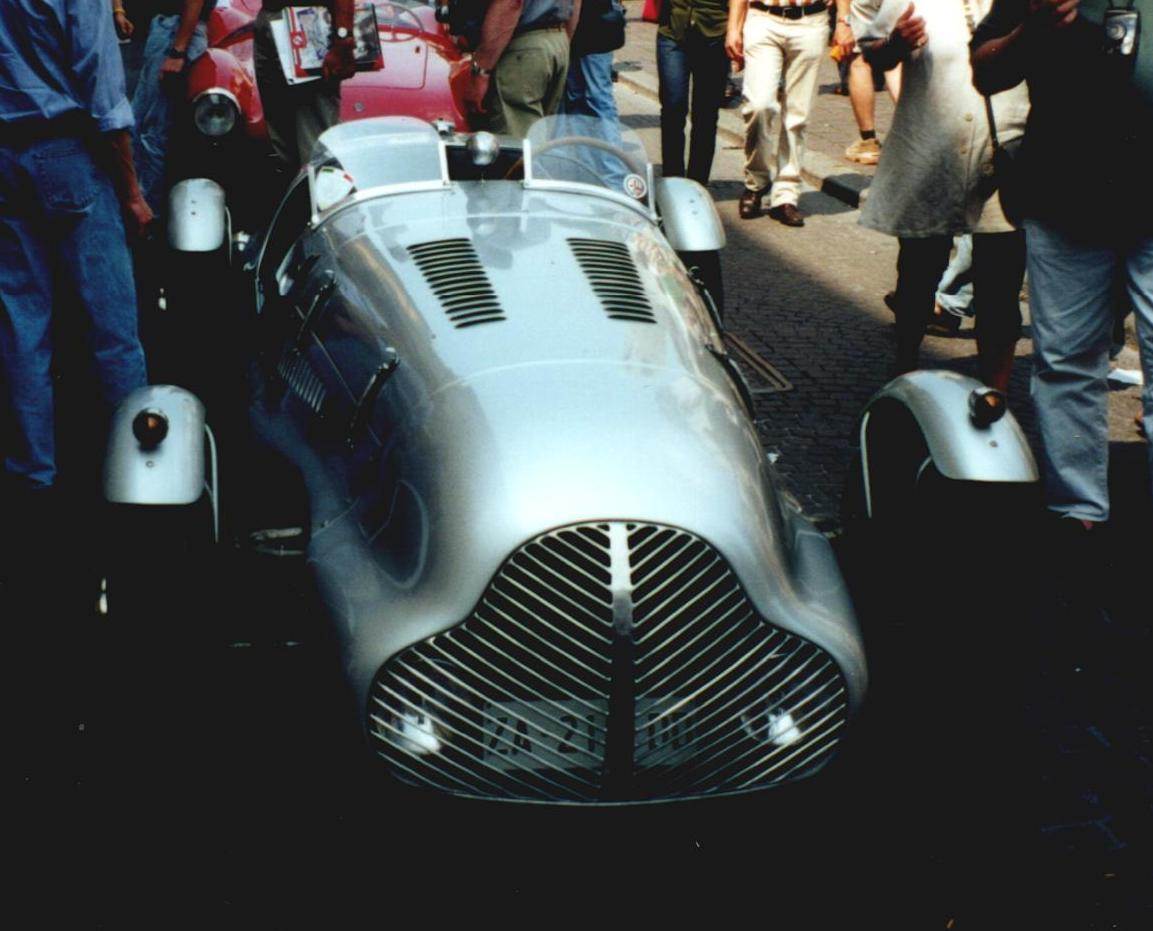
Nardi & Danese 1500 Sport von 1947